# ملاسية
الملاسية (الاسم العلمي: Leotiaceae) هي فصيلة من الفطريات تتبع رتبة المسماريات من تحت طائفة الملاسانيات.

## أجناس
- الملاس